# Зомби 3 (фильм, 1988)
«Зомби 3» — итальянский фильм ужасов 1988 года режиссёра Лучо Фульчи и продолжение его культового ужастика «Зомби 2», но имеет мало общего с оригиналом. Картина известна также под названием «Пожиратели плоти 2». Несмотря на то, что в Америке не было фильма «Зомби 2» там этот фильм вышел под рабочим названием «Зомби 3»
В Советском Союзе распространялся на нелегальных VHS в переводе Владимира Штейна.

## Сюжет
Некие диверсанты проникают на территорию военного института и атакуют группу учёных, собирающихся передать пилотам вертолёта контейнер с биологическим оружием. Охранники отражают нападение, но один из диверсантов подхватил контейнер и бросился наутёк. Охранники погрузились в вертолёт и бросились в погоню. Им удалось подстрелить похитителя, но та же пуля пробила и контейнер, вместе с пулей в руку тот получил ещё и заразный вирус. С трудом парню удалось добраться до небольшого мотеля, где он пытается предотвратить заражение, отрубив себе начавшую гноиться руку. Это не помогает и он в ярости расправляется с зашедшей в номер горничной. Тем временем в мотель приезжает специальная команда — два десятка парней в белых комбинезонах и противогазах. Они берут мотель в карантин и обыскав все помещения находят в прачечной изуродованное тело похитителя. Недолго думая и игнорируя протесты учёных, которые создали этот вирус, военные сжигают труп в крематории и ставят в деле точку.
Некоторое время спустя путешествующая на автомобиле влюблённая парочка обнаруживает на дороге мёртвых птиц, однако когда они выходят, чтобы посмотреть, птицы вдруг оживают и атакуют парня. Ещё какое то время спустя те же птицы атаковали дом на колёсах с компанией молодых людей и заклевали одну из девушек. Трое солдат-отпускников, ехавших мимо предложили свою помощь и сопроводили их в уже закрытый мотель, где всё началось. Один из солдат и девушка на джипе уезжают за врачом. Когда они проезжают через какую-то фанерную деревню, машина глохнет. На девушку нападает какой-то тип и сталкивает её в пруд. Когда её спутник бросается на помощь и вытаскивает оттуда, то обнаруживается, что девушке кто-то оторвал под водой ноги, а сама она чуть не загрызла спасителя. Тут то и появляется толпа разложившихся зомби и солдату приходится дать дёру. Следом за ним в деревне снова появляются парни в белых комбинезонах и начинают отстреливать зомби. А тем временем солдат, удрав от зомби встречает на дороге ту парочку, на которых первых напали птицы. Девушка берёт его в машину. По дороге парень превращается в зомби и пытается загрызть свою подругу, солдат пытается успокоить его. Парень бросается на него, потом появляются другие зомби, которые всё-таки заваливают солдатика. Девушке удаётся спастись и она добегает до мотеля и присоединяется к остальной компании. Туда же припёрлись все оказавшиеся рядом зомби. Так что мотель пришлось оставить и с боями пробиваться к реке. Там они захватывают две байдарки и пытаются уплыть из этих жутких краёв. Причалив к одному из берегов, чтобы передохнуть, компания натыкается на солдат-чистильщиков, которые без объяснений расстреливают очкарика. Оставшимся в живых двум солдатам и двум девушкам приходится плыть дальше. Вскоре они доплывают до заброшенной деревни. Там снова приходится подраться и с зомби и с военными. Одна из девушек пытается принять роды у оставленной в местной больнице негритянки, однако вместо младенца из той вылез мертвец и загрыз незадачливую акушерку. Оставшиеся в живых пытаются захватить совершивший здесь посадку военный вертолёт.  Солдату Кену и девушке Патрисии удаётся залезть в вертолёт и улететь, но на их друга Роджера нападают зомби, прятавшиеся в скошенной траве под вертолётом, а потом его расстреливают чистильщики.
В финале выясняется, что местный диджей, который комментировал большую часть фильма, сам, внезапно, оказывается зараженным, и, говоря о «новом жизненном цикле», посвящает следующую песню «всей нежити на Земле».

## В ролях
- Деран Сарафян — Кен
- Оттавиано Делль’Аква — Роджер
- Массимо Ванни — Бо
- Беатрис Ринг — Патрисия
- Юлли Райнтхалер — Нэнси
- Майк Монти — генерал Мортон
- Лучано Пигоцци — Директор Лаборатории (сцена с его участием вырезана)

## Производство фильма
Первоначально режиссёром фильма был заявлен Лучо Фульчи, однако, после пяти недель съёмок фильма (было отснято около 70 минут) на Филиппинах, Фульчи никакого другого материала не снял и отказался осуществлять какие-либо другие разработки. Около 80 процентов сценария написала жена Клаудио Фрагассо Росселла Друди. Однако Фульчи вырезал множество эпизодов, в результате чего материала осталось на 70 минут. К тому же продюсеры вырезали ещё 20 минут снятого материала. Сценаристу фильма Клаудио Фрагассо снятый материал не понравился (к тому же он был весьма коротким по хронометражу) и доснимать картину взялся Бруно Маттеи (сценарий попутно дописывался Клаудио Фрагассо), который сделал около 40 процентов фильма. В частности Маттеи снял всё начало фильма, эпизод с мужчиной, который пострадал от химикатов, а также эпизод с птицами. Кроме того, от старого актёрского состава остались лишь два человека — Оттавиано Дель Аква и Массимо Ванни, которые также снимались в Strike Commando 2 — фильме, который одновременно с Зомби 3 снимал Маттеи (съёмки Зомби 3 производились в перерывах между съёмками фильма Маттеи). Маттеи доснял необходимые сцены в течение двух недель, доведя общий хронометраж до 95 минут. Этому также способствовало государственное финансирование фильма. Однако, при всех стараниях Маттеи, в титрах было указано имя Лучо Фульчи, а что стало причиной для таких обстоятельств Маттеи не знает.
Непосредственно же съёмки проходили в декорациях деревни, которые остались после съёмок фильма Апокалипсис сегодня Френсиса Форда Копполы.
Сценарий фильма переделывался Фульчи вместе со своей дочерью Камиллой. Лучо Фульчи в своих интервью всячески открещивается от этого фильма.